# Paul Delair
Paul Delair (* 24. Oktober 1842 in Montereau-Fault-Yonne, Département Seine-et-Marne; † 19. Januar 1894 in Paris) war ein französischer Poet, Dramatiker und Romancier.

## Biographie
Delair besuchte zuerst das Collége Chaptal und arbeitete anschließend als Kassierer in einem Warenhaus. Er hatte eine große Leidenschaft für die Poesie. Seine 1870 erschienene Gedichtsammlung mit dem Titel les Nuits et les Réveils blieb nicht unbemerkt. Hilarion Ballande hatte 1871 einen Schreibwettbewerb ausgelobt. Mit dem Stück Eloge d’Alexandre Dumas gewann Delair den ersten Preis.
Zur Eröffnung des Troisième-Théâtre-Français im Jahr 1876 schrieb Delair das Eröffnungsstück. Daraufhin wurde er vom Direktor der Comédie-Française gebeten, ein Stück in Versform zu verfassen, welches 1880 auch zur Aufführung kam. Er sollte dann noch einige Stücke für die Comédie-Française schreiben.
1883 feierte sein Stück L’Ainé, das in Brüssel mit Constant Coquelin in einer Hauptrolle aufgeführt wurde, einen großen Erfolg. Coquelin sollte ihm auch später freundschaftlich verbunden bleiben, so schrieb er 1885 für einen Gedichtband Delairs das Vorwort.
Aber er hatte nicht nur Erfolg. Sein Stück Rose Laurent wurde von der Zensur verboten.
Delair veröffentlichte neben Theaterstücken immer wieder Gedichtbände und auch einige Romane. Er gehörte auch lange Jahre der Leitung der Académie des Beaux-Arts an. Nachdem er sich 1889 für die Organisation des Salon du Champ-de-Mars beworben hatte, wurde er zum Kommissionsmitglied ernannt. Kurz darauf wurde er zum Verwalter der Skulpturensammlung des Palais du Trocadéro berufen.
Delair starb 1894 im Alter von 51 Jahren in Paris.

## Bühnenstücke (Auswahl)
- Eloge d’Alexandre Dumas, Matinées littéraires im Théâtre de la Gaîté, 1872
- La Voix d’en haut, à-propos, Drama, Matinées littéraires im Théâtre de la Gaîté, 1872
- Ombre de Déjazet, Troisième-Théâtre-Français, 1876
- Garin, Drama, Comédie-Française, 1880
- Les Rois en exil, Théâtre du Vaudeville, 1883
- L’Ainé, Brüssel, 1883
- Apothéose, Comédie-Française, 1885
- Hélène, Théâtre du Vaudeville, 1891

## Weitere Veröffentlichungen (Auswahl)
- La Découverte, ode sur la navigation, Gedichte, 1868
- les Nuits et les Réveils, Gedichte, 1870
- Les Contes d’à présent, Gedichte, 1881
- La louve d’Alençon, Roman, 1881
- Louchon, Roman 1885
- La vie Chimèrique, Gedichte, 1893